# Mîhailivka, Oleksandrivka
Mîhailivka (în ucraineană Михайлівка) este localitatea de reședință a comunei Mîhailivka din raionul Oleksandrivka, regiunea Kirovohrad, Ucraina.

## Demografie
Componența lingvistică a localității Mîhailivka
     Ucraineană (93,11%)
     Romani (3,05%)
     Rusă (2,81%)
     Alte limbi (0,42%)
Conform recensământului din 2001, majoritatea populației localității Mîhailivka era vorbitoare de ucraineană (93,11%), existând în minoritate și vorbitori de romani (3,05%) și rusă (2,81%).